# Carrollton (Texas)
Carrollton è un centro abitato (City) degli Stati Uniti d'America, situato tra le contee di Denton, Dallas e Collin dello Stato del Texas. Nel 2008 la popolazione era di 123.799 abitanti.

## Geografia fisica
Secondo i rilevamenti dell'United States Census Bureau, Carrollton si estende su una superficie di 94,9 km².

## Infrastrutture e trasporti
La città è servita dal servizio ferroviario suburbano denominato A-train, che la collega con la città di Denton, e dalla linea verde della DART Light Rail, che collega la città con Dallas.